# 黄炳瑞
黄 炳誓（ファン・ビョンソ、1949年 - ）は、朝鮮民主主義人民共和国の政治家、軍人、国防省総顧問。2017年12月時点での朝鮮人民軍における軍事称号は上佐とみられている、2022年4月次帥に復帰。
元朝鮮労働党中央委員会組織指導部第一副部長であり、2017年10月まで朝鮮労働党中央委員会政治局常務委員会委員、朝鮮労働党中央軍事委員会委員、朝鮮民主主義人民共和国国務委員会副委員長、朝鮮人民軍総政治局長、朝鮮人民軍次帥の地位にあり、金正恩、金永南に次ぐ党内序列第3位、実質的ナンバー2とみられていた。

## 略歴

### 朝鮮労働党組織指導部第一副部長として
2005年9月に朝鮮労働党中央委員会副部長（組織指導部）の肩書きで公式報道に初登場。2010年9月に朝鮮人民軍中将、2011年3月に上将に昇進していたことが確認されている。2013年12月の張成沢の処刑に重要な役割を果たしたと考えられており、この時点で、既に党組織指導部第一副部長の職にあり、同部第一副部長の権力序列は、金慶玉（キム・ギョンオク）、趙延俊（チョ・ヨンジュン）、黄炳瑞の順であったと見られていた。
2014年3月には党組織指導部第一副部長の肩書きが公式に判明し、同年4月15日の第1回飛行士大会で大将に昇進していたことが確認され、同年4月26日の朝鮮労働党中央軍事委員会と朝鮮民主主義人民共和国国防委員会の発表を報じた同月28日の朝鮮中央通信の報道により、次帥に昇進したことが確認された。

### 事実上のナンバー2、朝鮮人民軍総政治局長として
2014年4月27日の朝鮮中央通信の金正恩の長距離砲兵軍分隊視察に関する報道では、朝鮮人民軍総参謀長の李永吉より上位で紹介されていたことから、動静が伝えられていない朝鮮人民軍総政治局長の崔竜海が失脚してその職務を継いだか、糖尿病で健康状態に問題があるとされる崔竜海の職務を代行していると推測された。2013年は崔竜海が金正恩の視察に最も多く随行していたが、2014年に入ってから次帥に昇進するまでは、黄炳瑞が金正恩の視察に最も多く随行した人物となっていた。
2014年5月2日、同1日に開催された朝鮮民主主義人民共和国メーデー行事を配信した朝鮮中央通信の報道で、黄が朝鮮人民軍総政治局長の肩書付きで紹介されたことから、黄が崔竜海の職務を完全に引き継いたことが判明した。これにより黄が金正恩に続く朝鮮人民軍のナンバー2になったものと推測された。そして翌3日には崔竜海の党書記への就任と党内序列の降格が確認された。同年9月25日の第13期最高人民会議第2回会議で、黄が国防委員会副委員長に選出された。
2014年10月4日、体育政策を所掌する崔竜海（党書記、国家体育指導委員会委員長）と、対南政策を所掌する金養建（党書記、党統一戦線部長）を伴い「電撃的」に訪韓し、韓国の金寛鎮国家安全保障室長、柳吉在統一相と会談し、今後の南北高官協議の開催に同意した。また仁川で開催されていた2014年アジア競技大会の閉会式にも出席した。この訪韓について、日本の外交筋は北朝鮮最高幹部3名の同時訪韓は「極めて異例」と評価したという。
2014年10月29日、金正恩の現地視察を報じた朝鮮中央通信の複数の報道の中で、崔竜海が黄炳瑞らよりも上位の最上位で紹介され、再び党中央委員会政治局常務委員としても紹介されたことから、崔が事実上のナンバー2として復権し、黄が降格したと見られた。
2015年2月28日、朝鮮中央通信の報道で、黄が崔竜海より上位で紹介されナンバー2へ復帰したと見られた。翌3月には崔竜海が党中央委員会政治局常務委員から政治局員に再降格されていたことが判明した。
2015年4月8日、北朝鮮メディアが黄を党中央委員会政治局常務委員として紹介し、黄が同職に就任していることが判明した。これにより、「国」では国防委員会副委員長、「党」では政治局常務委員、「軍」では次帥の称号を保有した総政治局長と、国家・党・軍の全ての中枢機構で金正恩に次ぐ職位を得たことが確認された。
2015年8月4日に発生した、軍事境界線の非武装中立地帯（DMZ）に仕掛けられていた地雷の爆発で韓国軍兵士2名が足を切断する重傷を負った事件を受けて、8月10日に韓国政府は北朝鮮による仕業と発表、報復措置として北朝鮮に向けた大型拡声器で金正恩体制を批判する政治宣伝放送を始めた。これに北朝鮮側が反発し、8月22日17時30分までに放送をやめなければ軍事的報復措置を採るとして「準戦時体制」への移行を宣言し、南北間の緊張が高まっていた。これを受けて同22日夜から25日未明にかけて、韓国側から金寛鎮と洪容杓（ホン・ヨンピョ）統一相、北朝鮮側からは黄炳瑞と金養建が出席して板門店で会談を行い、北朝鮮が地雷事件に遺憾を表明することを交換条件に韓国が放送を中止することなどで合意した。韓国側から国家安全保障室長の金寛鎮と統一相、北朝鮮側から黄炳瑞と金養建という顔ぶれは、2014年10月の会談と同一であり、南北の交渉窓口としては最高位のものであった。
2015年10月に行われた朝鮮労働党創建70周年慶祝中央報告大会で確認された北朝鮮の人物序列によると、黄炳瑞は金正恩、金永南に次ぐ党内序列第3位となっている。
2015年12月に3週間も公の場から姿をあらわさなかった際は韓国当局は黄炳瑞が中国で持病の治療を行ってるとの見方を示した。
2016年6月29日に開催された第13期最高人民会議第4回会議で、国防委員会に代わって新設された国務委員会の副委員長に選出された。

### 降格
2017年10月7日の朝鮮労働党中央委員会第7期第2回総会の翌8日に行われた金正日総書記就任20周年慶祝大会では、金正恩、金永南、崔龍海、朴奉珠に次いで呼称されたことにより、黄の降格と崔のナンバー2への復帰が確認された。同年11月には、韓国の国家情報院により、朝鮮労働党組織指導部が朝鮮人民軍総政治局を20年ぶりに検閲し、同局の「不純な態度」を問題視し、局長の黄炳瑞は第1副局長の金元弘らの将校とともに処罰されたと分析された。さらに同年12月18日の韓国国家情報院傘下の国家安保戦略研究院は、収賄疑惑により黄炳瑞が次帥から上佐まで6階級降格されたとの分析結果を発表した。大紀元は直前にアフリカで起きていたジンバブエの軍部による2017年ジンバブエクーデターに中国の関与が取り沙汰されたことから中国に接近した黄炳瑞に対して金正恩は「第2のジンバブエ」を恐れて粛清したとする陳破空の分析を伝えている。また、黄炳瑞の粛清は金正恩の実妹である金与正の意向が働いたとも報じられている。
2018年2月9日、朝鮮中央通信が前日の軍事パレードを伝える報道の中で、金正覚を朝鮮人民軍総政治局長の肩書で紹介し、黄の総政治局長解任が確認された。
また、同年4月12日の朝鮮中央通信の報道により、前日に開かれた最高人民会議第13期第6回会議で、金正恩の提議により黄が国務委員会副委員長から解任され、金正覚が国務委員会委員に選任されたことが判明した。
2018年6月30日、金正恩の中朝国境地帯への視察に同行し、8か月ぶりに動静が報じられた。同年8月に朝鮮中央通信は黄は党中央委員会第1副部長に就いていることを伝えた。
朝鮮人民革命軍創建90周年パレードには、2時間20の分録画放送の開始から48分8秒、カメラが切り替わると、軍服姿の黄氏が映し出されていた。
2022年7月27日，祖国解放戦争(朝鮮戦争)勝利記念式典は、黄氏が出現
2022年9月8日、朝鮮民主主義人民共和国創建74周年の報道では、黄の名前が掲載(序列第8位)。
2024年4月10日、金正恩氏は金正日軍政大学を視察し、黄氏は国防省総顧問として同行した。

## 金正恩との関係
早稲田大学教授の重村智計によると、黄炳瑞は金正恩の異母姉金雪松を妻とし、金正恩の義理の兄にあたると言う。

## 家族
韓国メディアによる、黄炳瑞は非転向長期囚黄滭九(ファン・ピルグ、황필구)の息子、本貫は平海黄氏。